# Siphlophis ayauma
Espèce
Siphlophis ayauma  est une espèce de serpents de la famille des Dipsadidae.

## Répartition
Cette espèce est endémique de l'Équateur.

## Description
Les 2 spécimens adultes mâles observés lors de la description originale mesurent entre 695 mm et 819 mm de longueur standard et les 2 spécimens adultes femelles observés lors de la description originale mesurent entre 714 mm et 930 mm de longueur standard.

## Étymologie
Cette espèce est nommée en référence au dieu Aya Uma, qui signifie tête de l'esprit en kichwa et est représenté dans le folklore comme ayant une tête rouge à bandes colorées.

## Publication originale
- Sheehy, Yánez-Muñoz, Valencia & Smith, 2014 : A New Species of Siphlophis (Serpentes: Dipsadidae: Xenodontinae) from the Eastern Andean Slopes of Ecuador. South American Journal of Herpetology, vol. 9, no 1, p. 30-45 (texte intégral).